# Nepojistné sociální dávky
Nepojistné sociální dávky jsou vypláceny na základě rezidenčního principu. Nárok je bez ohledu na pracovní aktivitu a pojištění příjemce či rodinného příslušníka. Podmínkou je u určitých dávek trvalý pobyt a bydliště na území Česka.
Společné rysy všech oblastí systému nepojistných sociálních dávek:
Provádění a organizace je v působnosti státního orgánu. Dále rozhodování o dávkách probíhá ve správním řízení a pro každý dávkový systém je vytvořen aplikační program. V neposlední řadě jsou všechny údaje vedeny v Jednotném informačním systému práce a sociálních věcí. Následné náklady na dávky a jejich administrace jsou hrazeny ze státního rozpočtu.

## Vývoj sociálního zabezpečení a vznik nepojistných sociálních dávek
Povědomí o sociálním zabezpečení sahá již do období prvotně pospolné společnosti, a to zejména v podobě ochrany dětí a žen. První faktické koncepce sociálního zabezpečení bylo možné spatřit ve starověkém Řecku. Například v podobě tzv, diet (náhrad), které byly vypláceny osobám zdravotně postiženým.
Teprve v 19. století se ujímá role organizátora sociálního zabezpečení stát. Na našem území bylo zaznamenáno sociální zabezpečení poprvé v období Rakousko – Uherska. Obce měli za úkol poskytovat tzv. chudinskou péči svým občanům, kteří byli v nouzi. Koncem první světové války vzniká sociální zabezpečení v podobě, která je nám známo dnes pouze v pozměněné verzi.
Rok 1956 přináší změnu v podobě přechodu povinnosti z obce na stát. K pomoci potřebným osobám se přidávají postupně jednotlivé dávky, které mají za úkol podporovat jen vybrané osoby. Tento systém demotivoval jedince od snahy obstarávat si své potřeby sám. Působil velmi centralisticky. Existovalo velké množství druhů sociálních dávek, více než 60, což způsobilo že některé sociální oblasti začaly projevovat nedostatky. Jednalo se především o nerovnost a neexistenci valorizace jednotlivých dávek. Jedním z typických příkladů byla nerovnost mužů a žen v podobě neexistence vdoveckého důchodu.
Po sametové revoluci v roce 1989 se prosadil opačný přístup, kdy každý jednotlivec odpovídá sám za svá jednání a je pouze na něj zda bude aktivní při zajišťování svých potřeb. Stát ovšem garantuje minimální životní úroveň a vytváří tzv. záchrannou sociální síť, jejímž základem je garance minimálního příjmu a definice pomocí souboru legislativních norem. Příklady funkce záchranné sociální sítě jsou: Vytváření nových pracovních příležitostí, uchování schopnosti pracovní síly po nezbytnou dobu před jejím novým pracovním uplatněním a poskytnutí sociálního zajištění starých a invalidních občanů.

## Subjekty v oblasti nepojistných sociálních dávek
Vykonavatelem státní správy v oblasti nepojistných sociálních dávek je stát, který tuto správu vykonává prostřednictvím svých orgánů. Příjmy a výdaje státní podpory jsou napojeny na státní rozpočet a zákon nám přímo definuje jejich financování. Ústředním orgánem pro sociální zabezpečení společně s nepojistnými sociálními dávkami je poté Ministerstvo práce a sociálních věcí. Důležitou a nepostradatelnou úlohu zastává Úřad práce ČR. Dalšími orgány mohou být především obce, kraje či neziskové organizace. Na základě smlouvy mezi poskytovatelem a uživatel zde mohou působit komerční subjekty. V neposlední řadě informace orgánům nepojistných sociálních dávek poskytují fyzické i právnické osoby, které mohou být taktéž považovány za jejich subjekty. Výše zmíněné orgány zásadně ovlivňují výplatu nepojistné sociální dávky. Protipólem tohoto vztahu je žadatel o nepojistnou sociální dávku, tedy oprávněná osoba. V rámci rodiny oprávněné osoby může vzniknout tzv. osoba společně posuzovaná, jež může být následně brána jako další ze subjektů tohoto vztahu. V průběhu let docházelo ke změnám úloh orgánů. Ve všech případech je však vždy odvolacím orgánem proti rozhodnutím Ministerstvo práce a sociálních věcí.

## Dávky státní sociální podpory

### Porodné
Jednorázový příspěvek pro rodinu s nízkými příjmy (tzn. rodina, jejíž příjem byl poslední kalendářní čtvrtletí před narozením dítěte nižší než 2,7 násobek životního minima rodiny), který se vyplácí na náklady spojené s narozením dítěte. O příspěvek je možné žádat pouze při narození prvních dvou dětí, s tím, že u prvního se jedná o částku 13 000 Kč a u druhého o částku 10 000 Kč. Žádat o něj lze na příslušném Úřadu práce ČR s vyplněným formulářem, který se nachází na webových stránkách Ministerstva práce a sociálních věcí. Porodné je zpravidla zasíláno nejpozději do konce následujícího kalendářního měsíce po schválení žádosti. Žádost může podat i rodina s dítětem v nahrazující péči rodičů (pokud k adopci došlo ve věku dítěte nižším než 1 rok), ale je nutné dodat rozhodnutí soudu o svěření do péče.

### Rodičovský příspěvek
Příspěvek vyplácený rodiči pečujícího po celý kalendářní měsíc celodenně o nejmladší dítě v rodině (tzn. rodiči, který je na rodičovské dovolené). Každý rodič má k dispozici částku, kterou může čerpat po dobu 2, 3 nebo 4 let. Tato částka se odvíjí od počtu dětí a k počátku roku 2020 dojde k její změně (viz tabulka níže). V závislosti na počtu let, během kterých si rodič chce nechat částku vyplácet se odvíjí výše měsíční dávky. Výši měsíčního rodičovského příspěvku si tedy stanovuje sám rodič, ale je omezena denním vyměřovacím základem. Je také možné ji upravit každé 3 měsíce.

### Výše dávky
|              | Jedno dítě    | Více současně narozených dětí |
| ------------ | ------------- | ----------------------------- |
| Do 1.1. 2020 | 220 000,00 Kč | 330 000,00 Kč                 |
| Od 1.1. 2020 | 300 000,00 Kč | 450 000,00 Kč                 |

Aktuálně je nutné o příspěvek zažádat (elektronicky, osobně). Od 1.1. 2020 bude vyplácen automaticky.

### Přídavek na dítě
Nárok na příspěvek na dítě mladší 27 let, které žije v rodině s čistým příjmem nižším než 2,7 násobek životního minima rodiny. Výše tohoto příspěvku se odvíjí od věku dítěte a finanční situace rodiny. Za jeden kalendářní měsíc se vyplácejí následující částky:
| Věk dítěte | Základní přídavek na dítě | Zvýšený přídavek na dítě |
| ---------- | ------------------------- | ------------------------ |
| 0-6        | 500 Kč                    | 800 Kč                   |
| 6-15       | 610 Kč                    | 910 Kč                   |
| 15-27      | 700 Kč                    | 1000 Kč                  |

O přídavek na dítě je nutné zažádat (elektronicky, osobně na Úřadu práce) a poté každé čtvrtletí po celou dobu jeho vyplácení dokládat příjmy rodiny za předchozí kalendářní čtvrtletí.

### Příspěvek na bydlení
Příspěvek, na který má nárok vlastník nebo nájemce nemovitosti, jestliže náklady na bydlení převyšují 30% příjmu rodiny (v Praze 35%). Do rodiny se započítává každý, kdo má na daném místě trvalé bydliště. O příspěvek je nutné žádat jednou ročně a poté každé čtvrtletí dokládat příjmy rodiny a výdaje spojené s bydlením.

### Pohřebné
Pohřebné je pevně stanovená částka ve výši 5 000 Kč, na kterou má nárok osoba, která vypravila pohřeb nezaopatřenému dítěti nebo byla rodičem zemřelého nezaopatřeného dítěte. Podmínkou je, že zemřelá osoba měla ke dni úmrtí trvalé bydliště na území ČR. Nárok na pohřebné začíná dnem pohřbení a je vyplaceno pouze jednou (osobě, která si o něj zažádá jako první). 

## Systém dávek v hmotné nouzi
Člověk, který se ocitne v hmotné nouzi, může požádat stát o vyplácení sociálních dávek. Tyto dávky vyplácejí příslušné krajské pobočky Úřadu práce a také o jejich přidělení rozhodují.
V systému hmotné nouze jsou vypláceny tři dávky:
- Mimořádná okamžitá pomoc
- Příspěvek na živobytí
- Doplatek na bydlení

### Mimořádná okamžitá pomoc
Tyto dávky může stát poskytnout v situacích nepříznivého a mimořádného charakteru, kdy je potřeba pomoc poskytnout bezprostředně. Tím je myšleno, pokud vážná mimořádná událost a celkové sociální a majetkové poměry člověku neumožňují překonat událost vlastními silami. Takovou událostí je např. živelná pohroma, požár, ekologická nebo průmyslová havárie. Dále se pomoc vztahuje na zaplacení nezbytných jednorázových výdajů, jako jsou správní poplatky při ztrátě osobních údajů, vydání duplikátu rodného listu nebo dokladů potřebných k přijetí do zaměstnání, úhrada jízdného v případě ztráty peněžních prostředků a v případě nezbytné potřeby s úhradou noclehu. Také je možné požádat o úhradu nákladů spojených s pořízením nebo opravou nezbytných základních předmětů dlouhodobé potřeby (pračka, lednička, myčka apod.)

### Příspěvek na živobytí
O příspěvek na živobytí mohou žádat osoby nebo rodiny, kterým po zaplacení nákladů na bydlení nezbývají dostatečné příjmy na základní životní potřeby. Každá žádost je posuzována individuálně a na základě zohlednění celkového příjmu posuzovaných osob. Pro více osob žijících v jedné domácnosti se celkové příjmy sčítají. Výše příspěvku na živobytí se stanovuje jako rozdíl mezi živobytím osoby či rodiny a jejich příjmem, od kterého se odečtou přiměřené náklady na bydlení.

### Doplatek na bydlení
Doplatek na bydlení má pomoci lidem, kterým po zaplacení odůvodněných nákladů na bydlení nezbývá na živobytí. Může ji čerpat jedinec, v případě osob žijících v jedné domácnosti se jejich příjmy posuzují společně. Podmínkou nároku na doplatek na bydlení je získání nároku na příspěvek na živobytí, avšak ve výjimečných případech může být uznán nárok i osobě, která příspěvek na živobytí nepobírá.

## Příspěvek na péči
Příspěvek na péči je upraven zákonem č. 108/2006 Sb., o sociálních službách a vyhláškou č. 505/2006 Sb., kterou se provádějí některá ustanovení zákona o sociálních službách. 

### Podmínky nároku na příspěvek na péči
Příspěvek na péči se poskytuje osobám závislým na pomoci jiné fyzické osoby. Tímto příspěvkem se stát podílí na zajištění sociálních služeb nebo jiných forem pomoci podle tohoto zákona při zvládání základních životních potřeb osob. Náklady se hradí ze státního rozpočtu
Nárok na příspěvek na péči dle § 7 zákona o sociálních službách má osoba starší jednoho roku, která z důvodu dlouhodobě nepříznivého zdravotního stavu potřebuje pomoc jiné fyzické osoby při zvládání základních životních potřeb v rozsahu stanoveném stupněm závislosti

### Stanovení stupně závislosti
Osoba do 18 let věku se považuje za závislou na pomoci jiné fyzické osoby v
- stupni I (lehká závislost), jestliže z důvodu dlouhodobě nepříznivého zdravotního stavu není schopna zvládat tři základní životní potřeby,
- stupni II (středně těžká závislost), jestliže z důvodu dlouhodobě nepříznivého zdravotního stavu není schopna zvládat čtyři nebo pět základních životních potřeb,
- stupni III (těžká závislost), jestliže z důvodu dlouhodobě nepříznivého zdravotního stavu není schopna zvládat šest nebo sedm základních životních potřeb,
- stupni IV (úplná závislost), jestliže z důvodu dlouhodobě nepříznivého zdravotního stavu není schopna zvládat osm nebo devět základních životních potřeb,

a vyžaduje každodenní mimořádnou péči jiné fyzické osoby.

Osoba starší 18 let věku se považuje za závislou na pomoci jiné fyzické osoby v
- stupni I (lehká závislost), jestliže z důvodu dlouhodobě nepříznivého zdravotního stavu není schopna zvládat tři nebo čtyři základní životní potřeby,

- stupni II (středně těžká závislost), jestliže z důvodu dlouhodobě nepříznivého zdravotního stavu není schopna zvládat pět nebo šest základních životních potřeb,
- stupni III (těžká závislost), jestliže z důvodu dlouhodobě nepříznivého zdravotního stavu není schopna zvládat sedm nebo osm základních životních potřeb,
- stupni IV (úplná závislost), jestliže z důvodu dlouhodobě nepříznivého zdravotního stavu není schopna zvládat devět nebo deset základních životních potřeb,

a vyžaduje každodenní pomoc, dohled nebo péči jiné fyzické osoby.

Při posuzování stupně závislosti se hodnotí schopnost zvládat tyto základní životní potřeby:
- mobilita,

- orientace,
- komunikace,
- stravování,
- oblékání a obouvání,
- tělesná hygiena,
- výkon fyziologické potřeby,
- péče o zdraví,
- osobní aktivity,
- péče o domácnost

Pozn. : Schopnost zvládat základní životní potřebu j) se nehodnotí u osob do 18 let věku.
Bližší vymezení schopností zvládat základní životní potřeby a způsob jejich hodnocení stanoví prováděcí právní předpis – příloha č.1 k vyhlášce č.505/2006 Sb.  Posuzuje se schopnost osoby dlouhodobě, samostatně, spolehlivě a opakovaně rozpoznat potřebu úkonu, úkon fyzicky provádět obvyklým způsobem a kontrolovat správnost jeho provádění.

### Výše příspěvku
Výše příspěvku pro osoby do 18 let věku činí za kalendářní měsíc
- 3300 Kč, jde-li o stupeň I (lehká závislost),
- 6600 Kč, jde-li o stupeň II (středně těžká závislost),
- 13 900Kč, jde-li o stupeň III (těžká závislost),

- 19 200Kč, jde-li o stupeň IV (úplná závislost),

Výše příspěvku pro osoby starší 18 let činí za kalendářní měsíc
- 880 Kč, jde-li o stupeň I (lehká závislost),
- 4400 Kč, jde-li o stupeň II (středně těžká závislost),
- 12 800Kč, jde-li o stupeň III (těžká závislost),

- 19 200Kč, jde-li o stupeň IV (úplná závislost),

### Řízení o příspěvku
Řízení o přiznání příspěvku na péči se zahajuje na základě písemné žádosti podané na tiskopisu předepsaném ministerstvem (žádosti jsou k dispozici na kontaktních pracovištích krajských poboček úřadu práce, nebo na Integrovaném portálu MPSV v sekci Elektronické formuláře). Žádost se podává na kontaktním pracovišti krajské pobočky úřadu práce. Příslušnost se určuje dle místa trvalého pobytu žadatele o příspěvek.
Krajská pobočka Úřadu práce (sociální pracovník) provádí pro účely rozhodování o příspěvku nejprve sociální šetření, při kterém se zjišťuje schopnost samostatného života osoby v jejím přirozeném sociálním prostředí. Následně krajská pobočka Úřadu práce České republiky zašle příslušné okresní správě sociálního zabezpečení žádost o posouzení stupně závislosti osoby. Na základě tohoto posudku pak krajská pobočka Úřadu práce vydá rozhodnutí o tom, zda se příspěvek na péči přiznává či nikoliv.
V odvolacím řízení správním rozhoduje Ministerstvo práce a sociálních věcí České republiky.
Příspěvek vyplácí krajská pobočka Úřadu práce, příjemcem příspěvku může být oprávněná osoba, zákonný zástupce nebo opatrovník či jiná fyzická osoba, které byla nezletilá osoba svěřena do péče.
Příslušný úřad práce rovněž provádí kontrolu využívání příspěvku dle § 29 zákona o sociálních službách.

## Náhradní výživné
Uvedenou sociální dávku upravuje zákon č. 588/2020 Sb. Poskytuje se v případě, že fyzická osoba, která má k nezaopatřenému dítěti vyživovací povinnost, tuto svou povinnost neplní. Maximální výše dávky činí 3 000 Kč měsíčně.